# كهف ثام لوت
كهف ثام لوت (بالتايلندية: ถ้ำลอด)‏ هو عبارة عن نظام كهف يبلغ طوله 1،666 مترًا بالقرب من سوب بونج في منطقة بانج مافا، محافظة ماي هونغ سون، شمال تايلاند. يتدفق نهر نام لانج عبر الكهف المليء بالنوازل والصواعد. الكهف موطن لأعداد كبيرة من الخفافيش والسفن. في ثام لوت والكهوف الأخرى المجاورة تم اكتشاف توابيت من خشب الساج والتي يعتقد أن قبائل لاوا قد نحتتها منذ آلاف السنين.

## للقراءة المتعمقة
- "Karst and Caves of the Nam Lang - Nam Khong Region, North Thailand" John R. Dunkley (1985) Helictite Vol. 23 No. 1 pp3-22
- "Expédition Thaï-Maros 85" Louis Deharveng (ed.) (1986) Association Pyrénéenne de Spéléologie, Toulouse (ردمك 2-906273-00-7)
- "Expéditions Thaï 87-Thaï 88" Louis Deharveng (ed.) (1988) Association Pyrénéenne de Spéléologie, Toulouse (ردمك 2-906273-02-3)
- Caves of Thailand John R. Dunkley (1995) (ردمك 0-9589253-9-9) pg1-44